# Shenandoah (Virgínia)
Shenandoah é uma cidade  localizada no estado norte-americano de Virginia, no Condado de Page.

## Demografia
Segundo o censo norte-americano de 2000, a sua população era de 1878 habitantes.
Em 2006, foi estimada uma população de 1874, um decréscimo de 4 (-0.2%).

## Geografia
De acordo com o United States Census Bureau tem uma área de
3,6 km², dos quais 3,4 km² cobertos por terra e 0,2 km² cobertos por água.

## Localidades na vizinhança
O diagrama seguinte representa as localidades num raio de 24 km ao redor de Shenandoah.